# Lindmania piresii
Lindmania piresii är en gräsväxtart som beskrevs av L.B.Sm., Steyerm. och Harold Ernest Robinson. Lindmania piresii ingår i släktet Lindmania och familjen Bromeliaceae. Inga underarter finns listade i Catalogue of Life.